# Yamilson Rivera
Yamilson Alexis Rivera Hurtado (Tumaco, 18 giugno 1989) è un ex calciatore colombiano, di ruolo attaccante.

## Carriera

### Club
Ha giocato nella massima serie dei campionati colombiano e messicano.